# Каркасний шолом

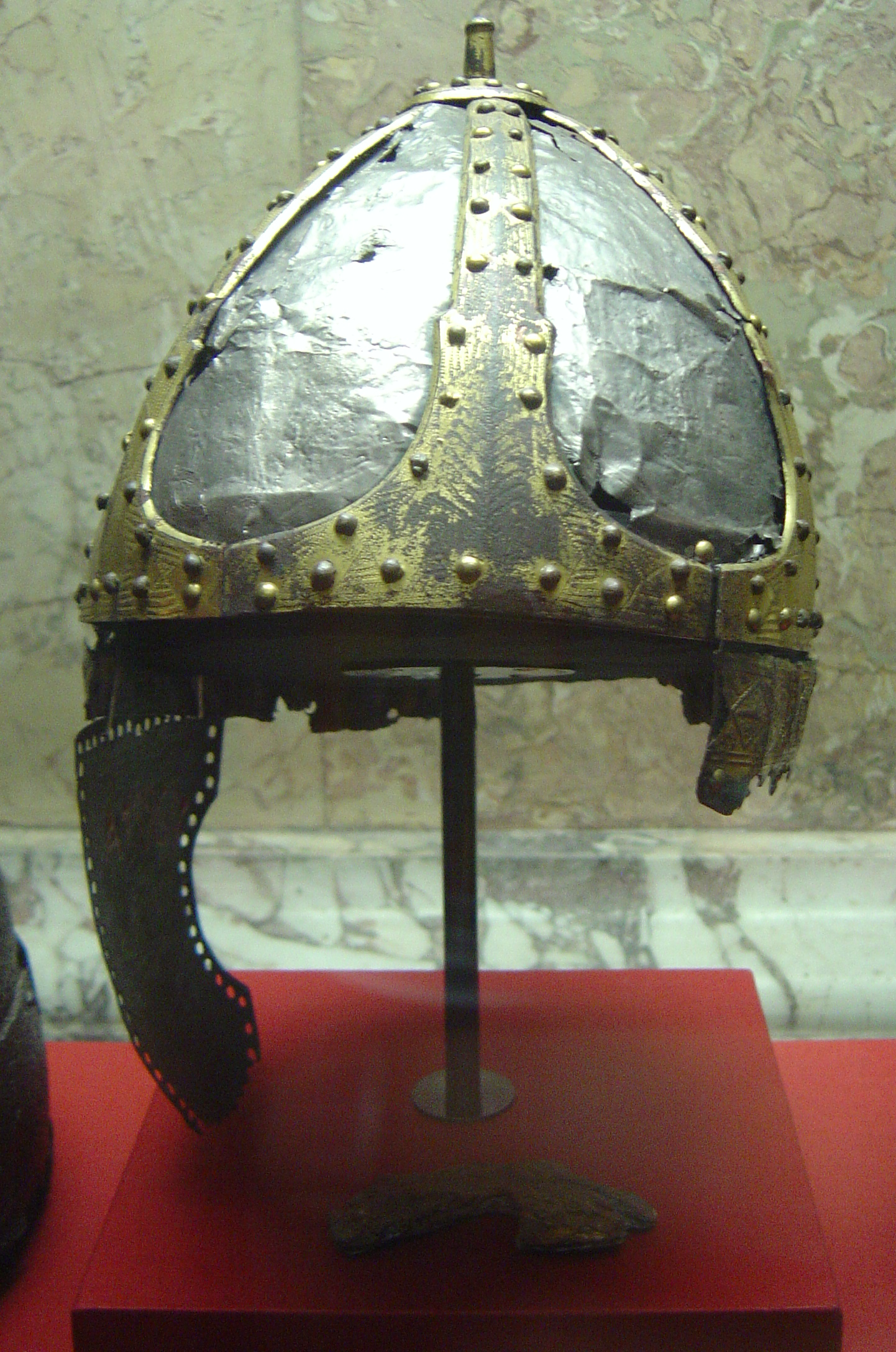
Каркасний шолом VI століття

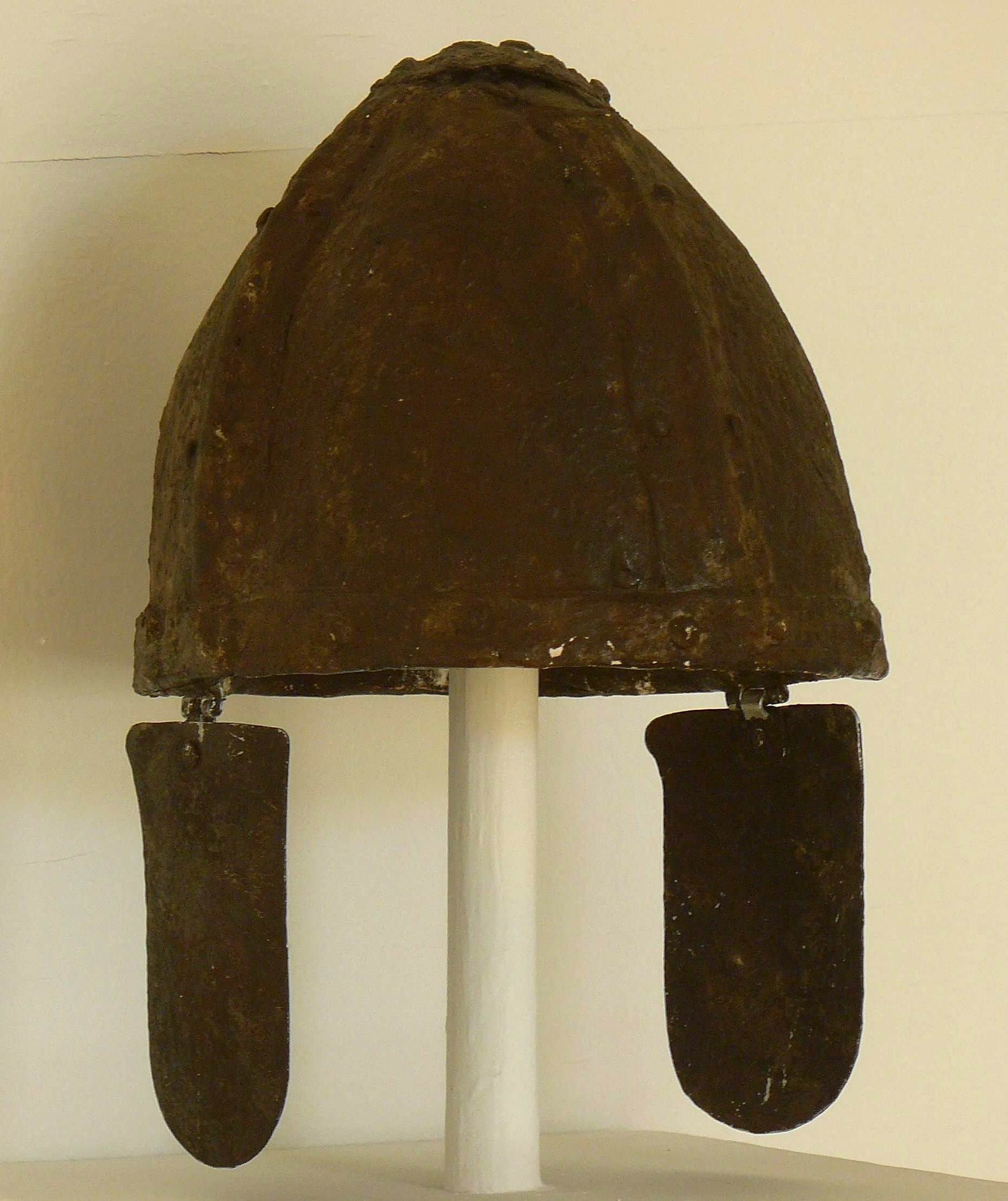
Приклад повного каркасного шолома

Каркасний шолом, шпангенхельм (від нім. Spangenhelm) — це тип сегментного шолома на каркасі, поширеного в Європі, переважно у германців, Київській Русі в ранньому Середньовіччі.
Вперше з'явився в Азії, потрапив в Європу через південь сучасної Росії і України з іранськими народами скіфів і сарматів.
Каркас складався з бронзових або залізних смуг, і покривався мідними або роговими пластинами, або обтягувався шкірою, або склепаними металевими листами. Так само каркас міг залишатися непокритим. Шолом міг забезпечуватися навухами, напотиличником, личиною. Зустрічаються шоломи з прикрасами у вигляді тварин, які могли мати у германців квазігеральдичну функцію.
Каркасні шоломи використовувалися народами, що проживали на землях Німеччини, Швеції, Британії, Італії, Франції, на Балканах, переважно німецькими: франками, ост і вестготами, вандалами, лангобардами, саксами, англами, фризами, свевами тощо. В Європу, швидше за все, прийшли зі сходу. Можливо, спочатку застосовувалися тільки знаттю.
На думку британського зброєзнавця Клода Блера, послужив основою для норманського шолома, що поширився в XI столітті і спочатку також збирався з окремих деталей на заклепках.